# José Ribeiro de Sousa Fontes
José Ribeiro de Sousa Fontes, barão e visconde de Sousa Fontes (Rio de Janeiro, 9 de agosto de 1821 — Rio de Janeiro, 14 de março de 1893) foi um médico e militar brasileiro.

## Vida
Filho de Joaquim de Sousa Fontes e de Ana Isabel de Sousa Fontes, casou-se, em 1847, com sua prima Manuela Rondon de Sousa Frazão.
Formado na Faculdade de Medicina do Rio de Janeiro, em 1844, foi nela depois professor de anatomia. Foi também cirurgião, no exército, tendo partido em 1865 para a Guerra do Paraguai, chegando até o posto de marechal, onde foi reformado, em 1890.
Médico imperial, acompanhou Dom Pedro II em em sua viagem aos Estados Unidos e Europa.
Condecorado dignitário da Imperial Ordem da Rosa, comendador da Imperial Ordem de Cristo e da Imperial Ordem de Avis. Foi sócio do Instituto Histórico e Geográfico Brasileiro e eleito membro da Academia Nacional de Medicina em 1853, com o número acadêmico 69, na presidência de Francisco de Paula Cândido.